# Teleclide
Teleclide (in greco antico: Τηλεκλείδης?; V secolo a.C.) è stato un commediografo greco antico, appartenente al periodo della Commedia antica.

## Biografia
Le notizie biografiche su Teleclide sono scarse. Sulla base di un frammento tramandato da Plutarco in cui è citato Nicia, si è proposto di collocare la sua attività di comico tra il 440 ed il 420 a.C.; questo potrebbe essere confermato da un altro frammento in cui si parla di un uomo proveniente da Egina, che, se fosse effettivamente Aristofane, permetterebbe di datare la commedia a dopo il 427 a.C.
Vinse tre concorsi teatrali alle Dionisie e cinque alle Lenee. Questo rilevante numero di vittorie ha fatto supporre che in titoli di Teleclide fossero molti di più di quanto non si sia conservato.

## Opere
Dell'opera di Teleclide sono sopravvissuti alcuni titoli tramandati dalla Suida: Gli anfizioni, I magistrati e I rigidi. Scrisse inoltre la commedia Gli Esiodi e, secondo la testimonianza di Polluce, anche Coloro che non mentono; almeno altre due commedie, poiché nell'antichità gli erano attribuiti almeno sette titoli. 
Restano inoltre settantatré frammenti da cui emerge uno stile simile a quello di Aristofane, con numerose battute su personaggi dell'epoca, sia politici come Pericle, sia drammaturghi come Euripide e Gnesippo.